# Антикорозійні матеріали
Антикорозі́йні матеріа́ли (грец. αντι —проти і лат. corrosio — роз'їдання) — застосовувані в техніці матеріали, в достатній мірі стійкі проти хімічного руйнування, яке спричинюється зовнішнім середовищем. 

## Види
Розрізняють металеві і неметалеві антикорозійні матеріали.
До першої групи належать чисті метали (золото, платина, алюміній, цинк, олово та ін.) і металеві сплави (нержавіючі та кислотостійкі сталі та інші).
Неметалеві антикорозійні матеріали різноманітніші, ніж металеві. Їх можна поділити на матеріали неорганічні (наприклад, силікати) і органічні (наприклад, пластичні маси, лаки, фарби, мастила). Асортимент антикорозійних матеріалів дуже великий. Вони можуть бути природні (наприклад, золото, базальт, графіт, дерево) і штучні (наприклад, сталь, кераміка, емаль, гума); вони застосовуються або самостійно (наприклад, вироби з нержавіючої сталі і пластичних мас), або у вигляді захисних покриттів (наприклад, шар цинку, олова чи фарби на залізі).

## Визначення характеристик
Антикорозійність матеріалів поки ще не піддається математичним розрахункам; її визначають у кожному випадку на основі дослідів. Для цього провадять корозійні випробування, тобто визначають швидкість корозії матеріалу в лабораторних умовах, наближених до виробничих умов, а також безпосередньо в умовах застосування антикорозійних матеріалів. Найчастіше швидкість корозії визначають за зміною ваги зразків антикорозійних матеріалів. При рівномірному руйнуванні поверхні зразка, знаючи щільність антикорозійних матеріалів, за ваговим вираженням швидкості корозії визначають зменшення товщини зразка за одиницю часу (наприклад, за зменшенням ваги в г/см²•год обчислюють глибину корозії в мм/год). При нерівномірній корозії вимірюють найбільшу глибину руйнування зразка або визначають зміну його механічних властивостей.